# USA (альбом)
USA — второй концертный альбом британской рок-группы King Crimson, вышедший в 1975 году.
Запись диска проходила в Асбери-Парк, Нью-Джерси, 28 июня 1974 года (кроме композиции «21st Century Schizoid Man», записанной в Провиденсе 30 июня 1974 года). Открывающий трек является материалом с совместного альбома Брайана Ино и Роберта Фриппа (No Pussyfooting). За месяц до выхода альбома Red группа дала свой последний концерт в нью-йоркском Центральном парке. «По моему мнению, это было самое мощное выступление с 1969 года», — записал Фрипп в своем дневнике.
Диск не подвергся никакой студийной лакировке: сохранился и шум толпы, и выкрики «Бруфорд!» и «Фрипп!», звучавшие при появлении музыкантов на сцене. Этот альбом может быть назван первым «законным» концертным альбомом King Crimson. Он стал большим шагом вперед от плохого качества звука на Earthbound. Альбом открывается первой живой версией композиции «Larks' Tongues in Aspic (Part II)», которая сильно выигрывает в концертном исполнении. «Lament» и «Exiles» завершают первую сторону альбома. Вторая сторона начинается с инструментальной импровизации «Asbury Park», за которой следует композиция «Easy Money». Завершает альбом композиция «21st Century Schizoid Man», вполне логично «закрывая» этап в истории King Crimson.

## Список композиций
| №  | Название                            | Автор(ы)                                 | Длительность |
| -- | ----------------------------------- | ---------------------------------------- | ------------ |
| 1. | «Walk On...No Pussyfooting»         | Брайан Ино, Роберт Фрипп                 | 0:35         |
| 2. | «Larks' Tongues in Aspic (Part II)» | Фрипп                                    | 7:03         |
| 3. | «Lament»                            | Фрипп, Ричард Палмер-Джеймс, Джон Уэттон | 4:21         |
| 4. | «Exiles»                            | Фрипп, Палмер-Джеймс, Дэвид Кросс        | 7:09         |

| №  | Название                    | Автор(ы)                                                      | Длительность |
| -- | --------------------------- | ------------------------------------------------------------- | ------------ |
| 5. | «Asbury Park»               | Билл Бруфорд, Кросс, Фрипп, Уэттон                            | 7:06         |
| 6. | «Easy Money»                | Фрипп, Палмер-Джеймс, Уэттон                                  | 7:06         |
| 7. | «21st Century Schizoid Man» | Фрипп, Иэн Макдональд, Грег Лейк, Майкл Джайлз, Питер Синфилд | 8:40         |

| №  | Название   | Автор(ы)                                     | Длительность |
| -- | ---------- | -------------------------------------------- | ------------ |
| 8. | «Fracture» | Фрипп                                        | 11:19        |
| 9. | «Starless» | Бруфорд, Кросс, Фрипп, Палмер-Джеймс, Уэттон | 14:55        |

## Участники записи
- Роберт Фрипп — гитара, меллотрон;
- Джон Уэттон — бас-гитара, вокал;
- Дэвид Кросс — скрипка, альт, меллотрон, электрическое фортепиано
- Билл Бруфорд — ударные, перкуссия.
- Эдди Джобсон — скрипка в «Larks' Tongues in Aspic (Part II)» и «21st Century Schizoid Man», электрическое фортепиано в «Lament».

## Дополнительные факты
И концерт в Нью-Джерси, и концерт в Провиденсе вошли в масштабное переиздание альбома Red 2013 года, The Road to Red.